# Margarites helicinus
Margarites helicinus is een slakkensoort uit de familie van de Margaritidae. De wetenschappelijke naam van de soort is voor het eerst geldig gepubliceerd in 1774 door Phipps.